# Церковь Михаила Архангела (Воронеж)
Церковь Михаила Архангела — православный храм Воронежской епархии. Расположена в поселке Репное Железнодорожного района Воронежа.

## История
В период между 1590 и 1600 годами близ Воронежа появляется починок с названием Репная Поляна. О первой деревянной Архангельской церкви в селении Репное упоминается в 1629 году в Писцовой книге:
...сельцо Репное, а в нем церковь во имя Архистратига Михаила, древяна, клецки...
В Переписной книге 1646 года упоминаются церковнослужители:
...Село Репное на реке на Усмони, а в нем церковь во имя Архангела Михаила, во дворе поп Савелей, во дворе дьячек Афонка»...
Церковь несколько раз перестраивалась: в 1650 и 1701 годах. В 1801 году деревянный храм был уничтожен очередным пожаром, после чего год спустя началось возведение каменной церкви. Кирпичный храм во имя Архистратига Михаила был построен в 1808 году. О новой церкви архимандрит Димитрий писал:
...Церковь была утварью довольна, священником в ней с 1800 года был Никита Смельский...
В приход, кроме жителей Репного, входили крестьяне села Гололобово. Всего прихожан значилось 116 дворов, 1212 душ обоего пола. В храме были устроены приделы: правый — в честь иконы Божией Матери «Всех скорбящих Радость», левый — во имя святителя Тихона Задонского. Освящал храм управляющий Воронежской епархией епископ Арсений. По данным на 1900 год, церковь имела в своем владении 33 десятины земли и штат, состоящий из священника, дьякона и псаломщика.
В 1930-е годы храм был закрыт. Во время Великой Отечественной войны на колокольне церкви находился наблюдательный пункт советских войск. После войны здание церкви использовалось под склад. В 1956 году, во времена хрущевских гонений на церковь, колокольню и левый, Тихоновский придел разобрали на кирпичи для постройки жилого дома. В 1987 году прихожане поселка Репное начали ходатайствовать о восстановлении храма. В 1992 году в церкви были возобновлены богослужения, а в 1994 году она была восстановлена и стала действующей. При храме действует воскресная школа.

## Архитектура
В архитектурном плане церковь относится к типу храмов «восьмерик на четверике» с граненым однокупольным завершением высотой 35 метров. К церкви с востока пристроена апсида, с запада — прямоугольная традиционная трапезная. Южный придел храма и колокольня утрачены. В окнах сохранились кованые решетки. В 2005 году началось строительство колокольни, были построены три яруса. В настоящее время (осень 2011) строительство продолжается.

## Святыни
В храме пребывает икона священномученика и Целителя Пантелеимона XIX века, написанная на Святой горе Афон.

## Современный статус
В настоящее время Церковь Михаила Архангела в поселке Репное постановлением администрации Воронежской области N 850 от 14.08.95 г. является объектом исторического и культурного наследия областного значения.

## Духовенство
- Настоятель храма — иерей Игорь Желтухин[4]

## Фотографии

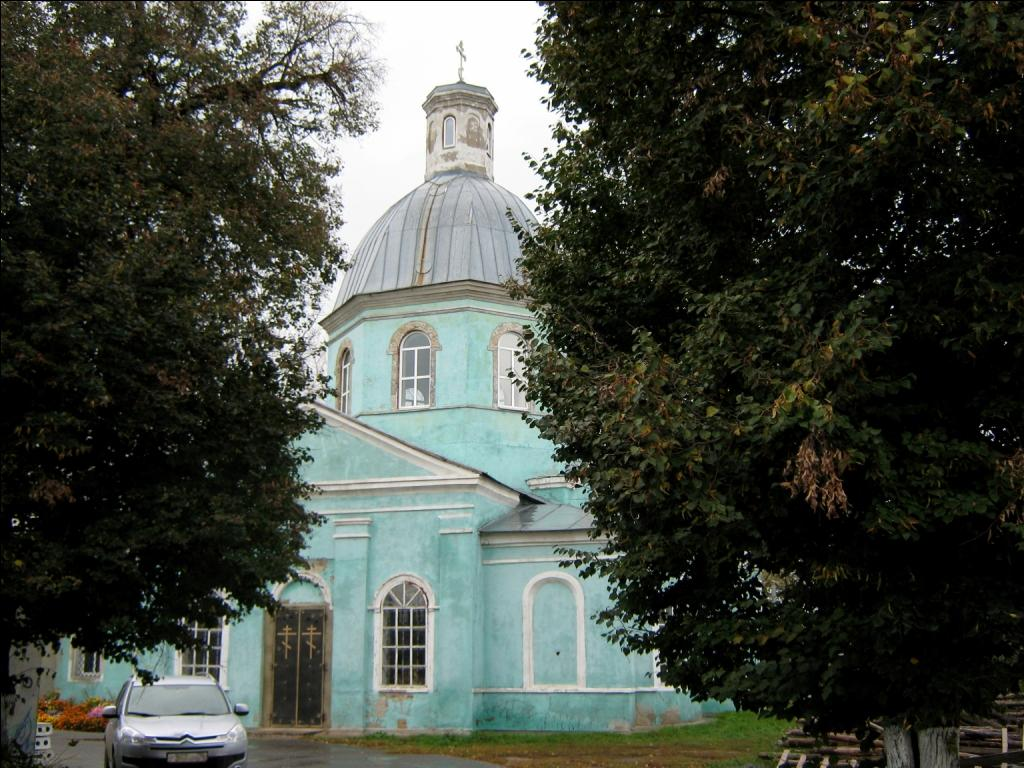
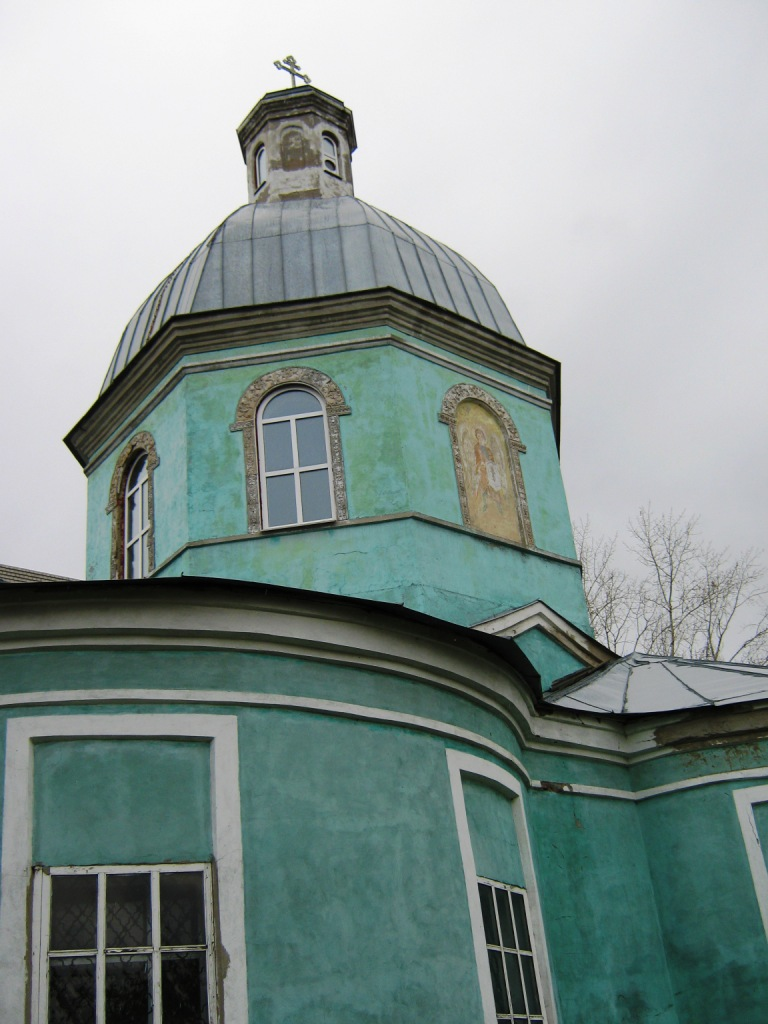
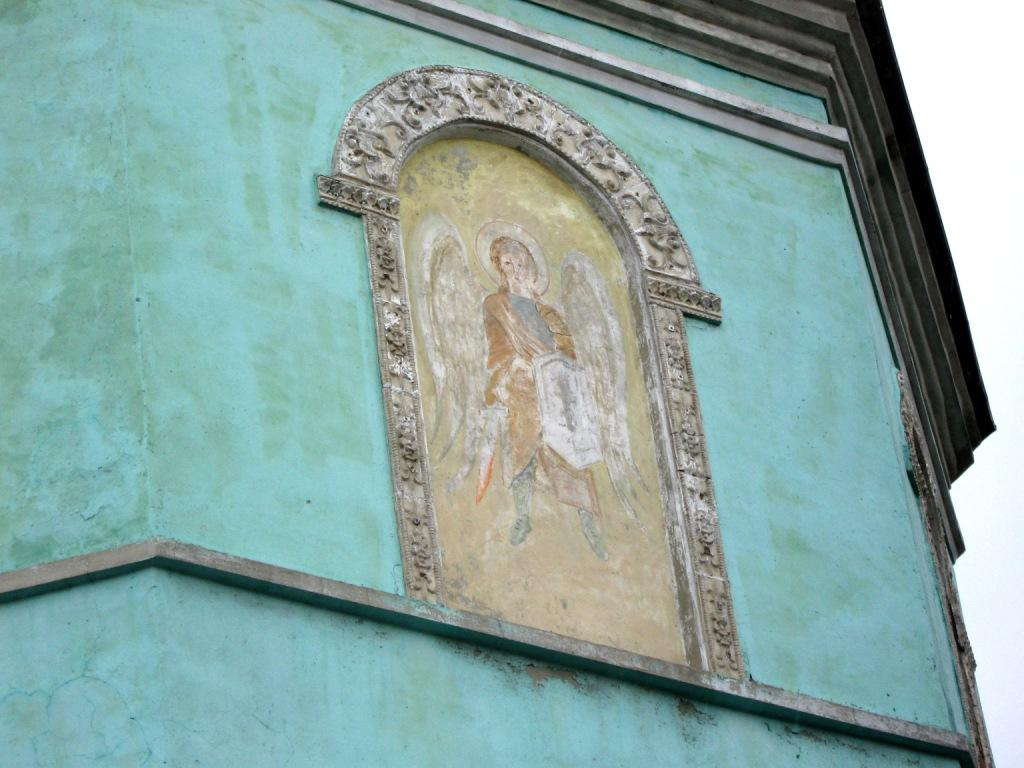
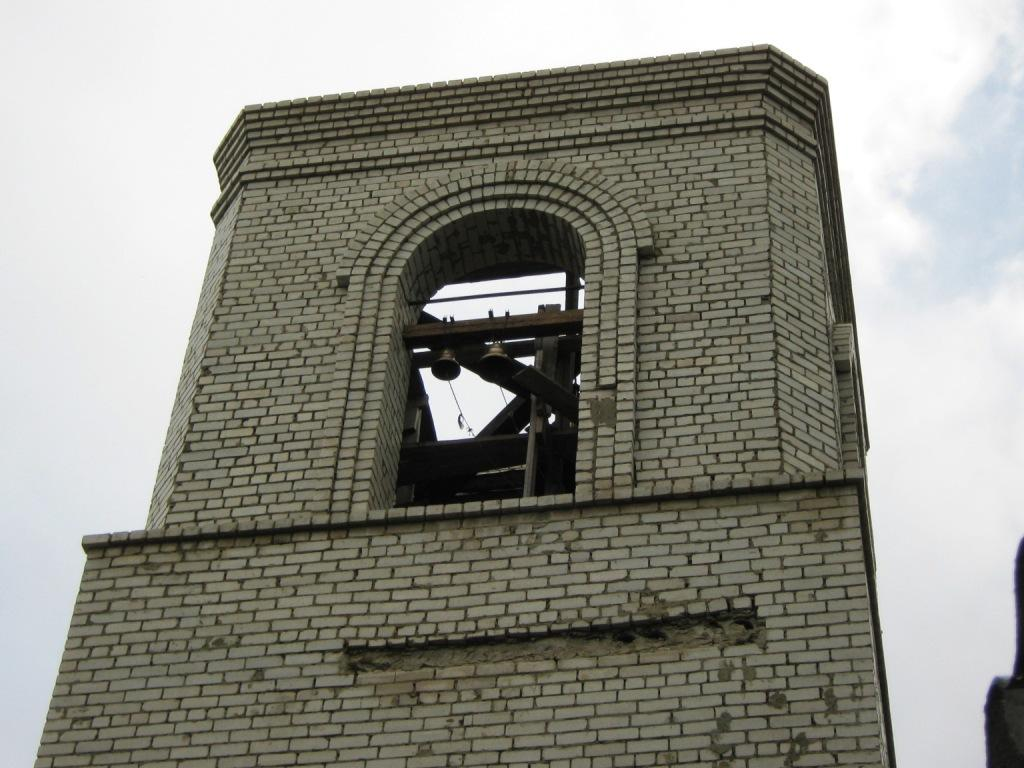